# Andreas Sidon
Andreas Sidon (* 4. Februar 1963 in Wuppertal, Deutschland) ist ein ehemaliger deutscher Profiboxer in der Schwergewichtsklasse. Er war unter anderem Deutscher Meister im Schwergewicht.

## Leben
Sidons Eltern kamen bei einem Autounfall ums Leben, als er zehn Jahre alt war. Er wuchs dann im Kinderheim der Kropff-Federath’schen Stiftung in Olsberg auf. Er besuchte die Realschule und machte später ein Fachabitur. Anschließend schloss er erfolgreich eine Lehre zum Landschaftsgärtner ab. Er spielte beim TSV Bigge-Olsberg in der Bezirksliga Fußball. Im Alter von 25 Jahren zog er nach Thailand um Thaiboxen zu lernen. Um Geld zu verdienen, kämpfte er gegen Einheimische und amerikanische Soldaten am Strand oder in Bars.
Ende 2003 kam es zu einem schweren Autounfall, bei dem seine Lebensgefährtin ums Leben kam. Andreas Sidon und seine drei Kinder wurden beim Unfall teils schwer verletzt.
Andreas Sidon gab Boxkämpfe für den guten Zweck, um unter anderem Waisenhäuser zu fördern.

## Karriere
Mitte der 1990er Jahre zog Sidon wieder von Thailand nach Deutschland und wurde deutscher Meister im Kickboxen und Thaiboxen. 1995 wurde er Vize-Weltmeister im Thaiboxen der Amateure, 1997 Europameister und Weltmeister im Kickboxen der Profis des Verbandes IKBO.
Im Alter von 30 Jahren begann er mit dem Amateurboxen und feierte schon bald auch dort zahlreiche Erfolge im Schwergewicht. Sidon wurde mehrfacher Hessenmeister im Superschwergewicht, gewann beim international renommierten Chemiepokal in Halle die Silbermedaille und feierte mit dem 1. BC Magdeburg die Deutsche Mannschaftsmeisterschaft in der 1. Bundesliga. Mit 36 Jahren, als Sidon die Altersgrenze für Amateurboxer überschritten hatte, entschloss er sich zu einer Fortsetzung seiner Karriere im Lager der Profiboxer.
Sein Profidebüt fand am 17. April 1999 statt. In seinem zweiten Kampf traf er am 7. Mai 1999 in Prag auf den späteren Weltmeister Nikolai Walujew. In der ersten Runde wurde Sidon zweimal im Stehen angezählt und auch die zweite Runde dominierte Walujew klar. In der dritten Runde wollte der Ringrichter ohne erkennbaren Grund den Kampf abbrechen, was jedoch zu Tumulten im Publikum führte. Der Kampf wurde zwar unter chaotischen Umständen bis zum Ende der planmäßigen sechs Runden fortgesetzt, aber später nicht gewertet.
2001 wurde er Internationaler Deutscher Meister im Schwergewicht, verlor den Titel jedoch schon wenige Monate später an Balu Sauer. 2002 folgte dann der Deutsche Meistertitel im Schwergewicht. Am 14. Juni 2003 verteidigte er den Gürtel gegen Willi Fischer und verlor zunächst nach Punkten. Da Fischer allerdings in der Dopingprobe die Einnahme von Marihuana nachgewiesen wurde, erklärte man später Sidon zum Sieger durch Disqualifikation. Im nächsten Kampf gegen Joseph Akhasamba gewann er den Gürtel des völlig unbedeutenden Verbandes World Boxing Board. Nach dem schweren Autounfall Ende 2003 stand er bereits im Januar 2004 wieder im Ring.
Am 9. Oktober 2004 boxte er erneut gegen Willi Fischer und gewann nach Punkten. 2005 reiste er in die USA, um einen Kampf gegen Riddick Bowe zu planen. Der Kampf wurde jedoch nach einer Erkrankung Bowes abgesagt. Später wurde das Management von Evander Holyfield auf ihn aufmerksam, jedoch zerschlugen sich auch diese Kampfpläne aufgrund gesundheitlicher Probleme Holyfields. Am 7. Februar 2005 boxte er gegen den ukrainischen Boxer Alexander Dimitrenko und ging in Runde zwei k. o. Anschließend gewann er sechs Kämpfe vorzeitig, bevor er am 28. Oktober 2006 gegen Taras Bidenko durch Technischen K. o. in der neunten Runde verlor.
Seinen nächsten Kampf bestritt er im April 2007 gegen Odlanier Solis, welchen er durch einen K. o. in der ersten Runde verlor. Nach diesem Kampf wurde bei der üblichen medizinischen Untersuchung eine Kalkablagerung in der rechten Halsschlagader festgestellt. Daraufhin entzog ihm der BDB die Lizenz und der deutsche Meistertitel wurde für vakant erklärt. Gegen diese Entscheidung ging Sidon erfolgreich gerichtlich vor. Sidon bekam seinen deutschen Meistertitel zurück und konnte seine Karriere fortsetzen. Am 23. Februar 2008 gab Sidon sein Comeback und konnte den zuvor in elf Kämpfen sieglosen Tschechen Martin Stensky durch TKO in der 2. Runde besiegen. Am 16. Oktober 2009 boxte Sidon um den inzwischen für vakant erklärten Weltmeistertitel im Schwergewicht nach Version der WBB gegen Sheldon Hinton und verlor durch TKO in der dritten von zehn Runden. Im Jahr 2010 absolvierte er drei weitere Kämpfe, von denen er zwei durch TKO gewinnen konnte und einen nach Punkten verlor. Am 9. April 2011 sollte Sidon zum ersten Mal seit über fünf Jahren seinen Titel als deutscher Meister im Schwergewicht verteidigen. Der Kampf platzte jedoch, da sein Gegner, Jens Plösser, vor dem Kampf wegen eines Betäubungsmittel- und eines Nötigungsdeliktes in U-Haft genommen worden war. Sidon boxte stattdessen gegen den Tschechen Radovan Kuca, der für Plösser eingesprungen war, und konnte den Kampf durch TKO in der dritten von vier Runden gewinnen. Nach dem Kampf kündigte Sidon an, den Kampf gegen Plösser nachzuholen, sobald dieser wieder aus der Haft entlassen werde. 2012 wurde er Schwergewichts-Weltmeister des Verbandes World Boxing Union.
Am 30. Mai 2015 gewann er als einstimmiger Punktsieger den vakanten Weltmeistertitel des World Boxing Board (WBB) gegen Dragan Janjanin aus Bosnien-Herzegowina vor etwa 650 Zuschauern in der Konzerthalle Olsberg.
BoxRec führt einen letzten Kampf am 12. November 2016 in Kassel auf.

## Erfolge als Amateur

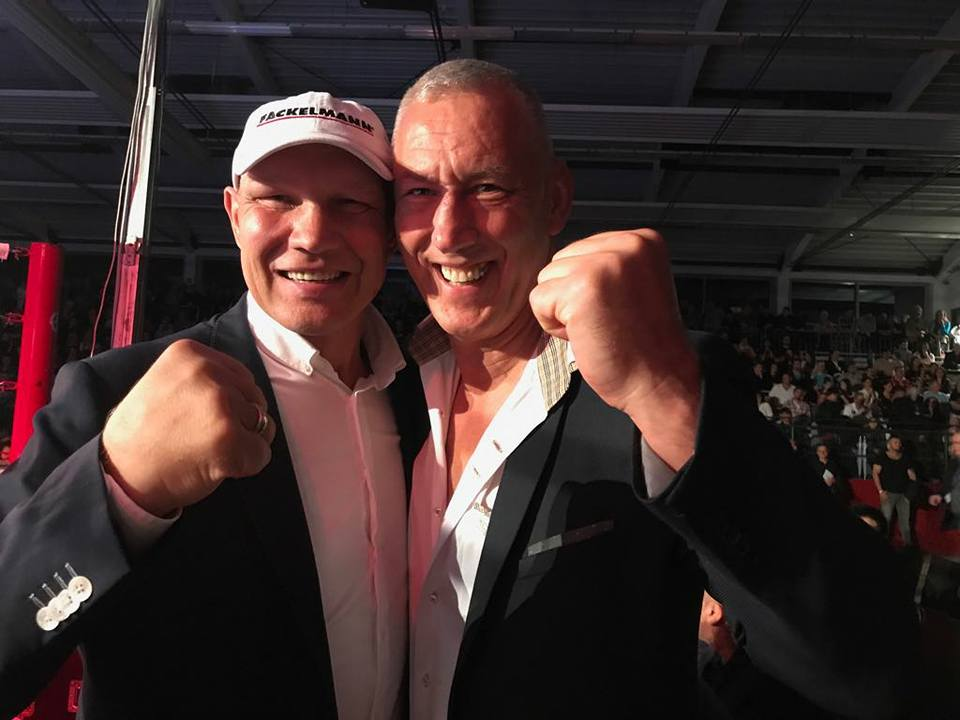
Andreas Sidon mit Axel Schulz 2016

- 1995: Vize-Weltmeister im Thaiboxen – Bangkok
- 1998: Silbermedaillengewinner beim Chemie-Pokal Halle
- 1999: Deutscher Mannschaftsmeister im Boxen 1. Bundesliga Magdeburg

## Erfolge als Profi
- 1997: Europameister im Kickboxen IKBO
- 1997: Weltmeister im Kickboxen IKBO
- 2000: Internationaler Österreichischer Meister im Schwergewicht (Profiboxen)
- 2001: Internationaler Deutscher Meister im Schwergewicht (Profiboxen)
- 2002: Deutscher Meister im Schwergewicht (BDB)
- 2003–2008: Weltmeister im Schwergewicht (WBB)

## Fernsehen
- Spiegel TV - Reportage 2017
- BBC Exklusiv: Zwischen Den Seilen - Legendäre Boxkämpfe Und Ihre Geschichte 2011
- RTL / Sportschau: Boxgeschichte - Andreas Sidon vs. Nicolai Valuev in Prag